# エセックス (バーモント州)
エセックス（英: Essex）は、アメリカ合衆国バーモント州のチッテンデン郡にある町。人口は2万2094人（2020年）で、町としては州内最多である。シャンプレーン湖東岸にあるバーリントンから東に10kmほどの位置にある。シャンプレーン湖西岸にはニューヨーク州のエセックスがあり、混同されやすい。

## 政治
エセックスにはバーモント州議会議員の3選挙区がある。チッテンデン地区 6-2はエセックス・ジャンクション・ビレッジそのものであり、エセックスの町の中に半独立のビレッジとなっている。チッテンデン地区 6-1と6-3がこのビレッジ以外のエセックス町になっている。この町とビレッジはそれぞれ消防署、図書館、公園局および市民サービスを運営しており、幼稚園児から8年生までの教育学区をそれぞれが持っている。双方の政府は統合された警察署とエセックス高校も運営している。

## 地理
アメリカ合衆国国勢調査局に拠れば、市域全面積は39.32平方マイル (101.8 km2)、このうち陸地は39.01平方マイル (101.0 km2)、水面は0.31平方マイル (0.80 km2)で水域率は0.79％である。
エセックス・ジャンクション・ビレッジはエセックス町の南西に位置している。

## 合併の動き
| 合併に関する住民投票 | 合併に関する住民投票 | 合併に関する住民投票 | 再投票                                | 再投票                                |
| 地区                 | 2006年11月7日        | 2006年11月7日        | 2007年1月23日                         | 2007年1月23日                         |
| 地区                 | 賛成                 | 反対                 | 賛成                                  | 反対                                  |
| -------------------- | -------------------- | -------------------- | ------------------------------------- | ------------------------------------- |
| 6-1（ビレッジ外）    | 1,283                | 2,319                | 690                                   | 2,528                                 |
| 6-3（ビレッジ外）    | 365                  | 822                  | 690                                   | 2,528                                 |
| 6-2（ビレッジ内）    | 2,728                | 1,026                | 2,009                                 | 362                                   |
| 町全体計             | 4,376                | 4,167                | 2,699                                 | 2,890                                 |
| ビレッジの受入投票   | ビレッジの受入投票   | ビレッジの受入投票   | 結果がはっきりしていたので 再投票なし | 結果がはっきりしていたので 再投票なし |
|                      | 2,922                | 1,085                | 結果がはっきりしていたので 再投票なし | 結果がはっきりしていたので 再投票なし |

1892年11月15日に、エセックスの町内にエセックス・ジャンクションのビレッジが形成された。このビレッジは村民に歩道、水道および下水道のような公共サービスを提供するために造られ、大半が田園部であるエセックス町民の残りはそれを望まなかったし、費用支払いも望まなかった。
このビレッジを除く町が発展するにつれて、次第に同様なサービスを独力で追加し、1958年までに有権者請願の中に最初の合併提案が出てきた。それ以降幾つかの住民投票（論争も多かった）の結果はどちらかが合併に賛成で、他方は反対となり、双方の意見が揃うことは無かった。州法では、町村の合併にあたっては双方の合意が必要とされていた。
この状態が町全体でもまたビレッジでも合併に賛成となった2006年11月7日の住民投票で一時的に変わった。町全体（ビレッジを含む）は合併について一旦問い直す投票を行い、ビレッジは別に町全体で賛成となった場合に合併を認めるための2回目の住民投票を行った。これが混乱の始まりとなり、地域新聞が誤ってビレッジ以外の結果だけを基に合併賛成派が敗れたと報じた。翌日、双方のタウン新聞で正しい結果が報じられ、地域新聞も訂正した。
2006年12月6日、合併を再検討する請願が町に提出された。この請願には登録有権者数の5％以上の署名があり、それは再投票を強制する効力があった。再投票は2007年1月23日に行われ、その結果は191票差で合併を覆すことになった。
もし合併が肯定されて居れば、現行のエセックス町とエセックス・ジャンクション・ビレッジに代わって、長年の課題だった新しいエセックス・ジャンクション町が創られるはずだった。

## 人口動態
以下は2000年の国勢調査による人口統計データである。
| 基礎データ - 人口: 18,626人 - 世帯数: 7,013世帯 - 家族数: 5,014家族 - 人口密度: 184.4人/km2（477.5人/mi2） - 住居数: 7,170軒 - 住居密度: 71.3軒/km2（183.8軒/mi2） 人種別人口構成 - 白人: 95.37% - アフリカン・アメリカン: 0.88% - ネイティブ・アメリカン: 0.19% - アジア人: 2.255% - 太平洋諸島系: 0.02% - その他の人種: 0.21% - 混血: 1.07% - ヒスパニック・ラテン系: 0.85% 年齢別人口構成 - 18歳未満: 27.9% - 18-24歳: 6.8% - 25-44歳: 32.5% - 45-64歳: 24.6% - 65歳以上: 8.2% - 年齢の中央値: 36歳 - 性比（女性100人あたり男性の人口） - 総人口: 97.4 - 18歳以上: 94.8 | 世帯と家族（対世帯数） - 18歳未満の子供がいる: 38.5% - 結婚・同居している夫婦: 59.7% - 未婚・離婚・死別女性が世帯主: 8.8% - 非家族世帯: 28.5% - 単身世帯:21.7% - 65歳以上の老人1人暮らし: 5.5% - 平均構成人数 - 世帯: 2.62人 - 家族: 3.09人 収入と家計 - 収入の中央値 - 世帯: 58,441 米ドル - 家族: 65,794米ドル - 性別 - 男性: 45,428米ドル - 女性: 27,426米ドル - 人口1人あたり収入: 25,854米ドル - 貧困線以下 - 対人口: 2.6% - 対家族数: 1.8% - 18歳以下: 2.4% - 65歳以上: 6.6% |

## 教育
エセックスの町にはエセックス・ジャンクションとエセックス町の2つの教育学区があり、2009年時点では3,500人の生徒を教えている。
エセックス・ジャンクション教育学区がエセックス高校、サミット・ストリート学校、フレミング学校、アルバート・D・ロートン学校、ハイアワサ学校および技術センターの予算を取り、監督している。
エセックス町教育学区はエセックス小学校、ファウンダー学校およびエセックス中学校の予算を取り、監督している。この中学校には「学校の中の学校」を含んでいる。2009年、87人の生徒が「エッジ・アカデミー」と呼ばれるオールターナティブ（従来とは異なる教育方法・カリキュラムを採用すること）環境での学習を始めた。ここでは生徒が何をどのように学んでいるかを発言できる。

## 交通
バーモント州の周回高規格道路（州間高速道路289号線）がエセックスを通っており、エセックスの司法圏内は完成した。しかし、その建設は周辺町村の環境問題に関する抗議者からの訴訟によって止まったままである。
チッテンデン郡交通公社がバス便を運行している。
西のバーリントンに向かえば、途中にバーリントン国際空港があり、国内旅行の起点になっている。

### 鉄道
アムトラックが毎日、バーモント州セントオールバンズからワシントンD.C.を結ぶバーモンター号を運行し、これがエセックスを通っている（駅はエセックス・ジャンクション）。バーモント州内では最も乗降客の多いアムトラックの駅である。2008年の調査では、「バーリントン」（エセックス・ジャンクション）からニューヨーク市まで行くための最も安価な方法は、列車の一人48ドルだった。所要時間は9時間25分で最長でもあった。

## 著名な住人
- ウィリアムB・キャッスル、オハイオ州クリーブランド市長
- ジョン・フィッシュマン、バンド・フィッシュのドラマー